# 北野站 (東京都)
北野站（日语：／ Kitano eki */?）是位於東京都八王子市打越町，屬於京王電鐵的鐵路車站。車站編號是KO33。此站是京王線和以本站為起點的高尾線的分岐站。

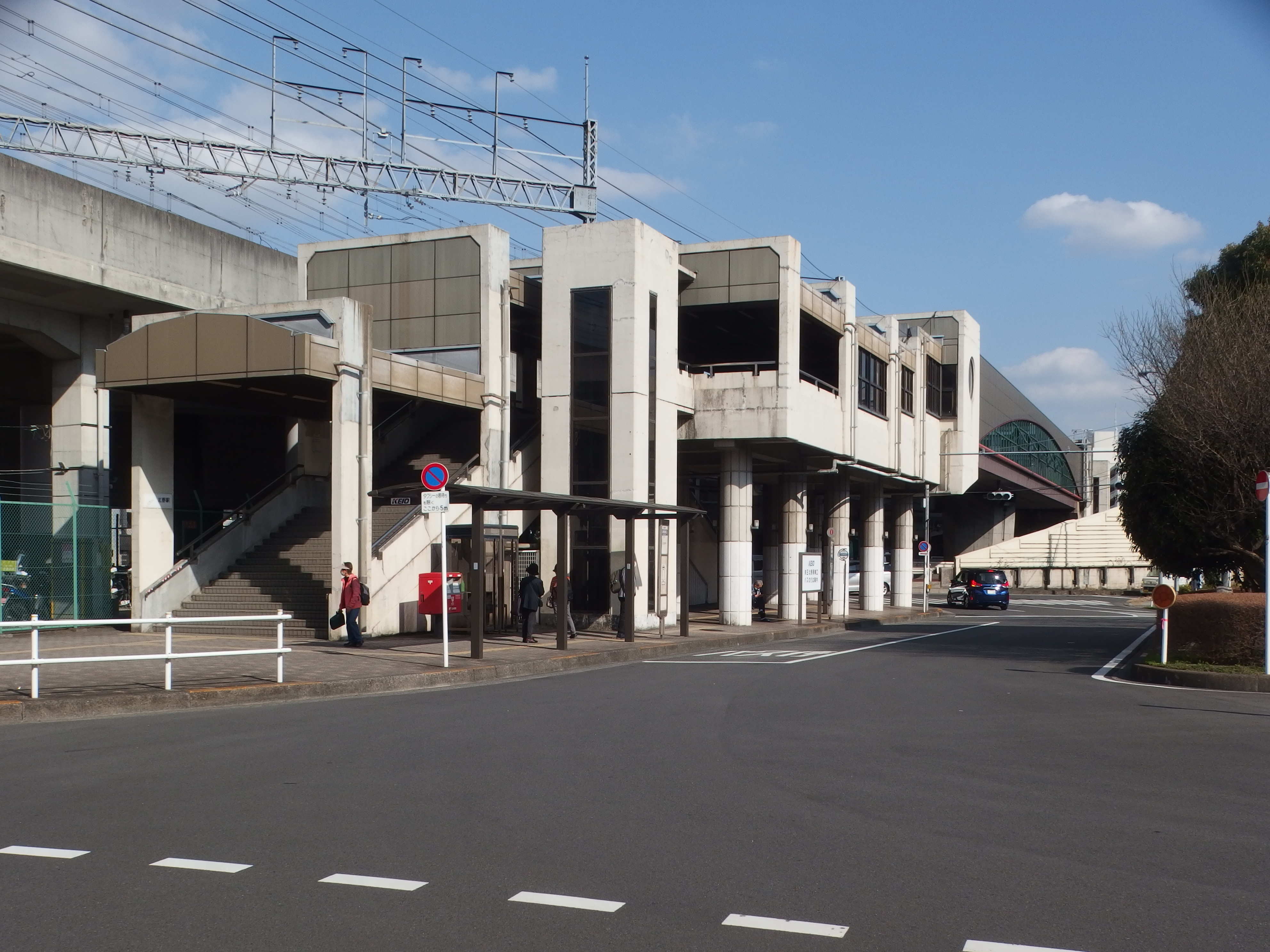
南口(2023年3月)

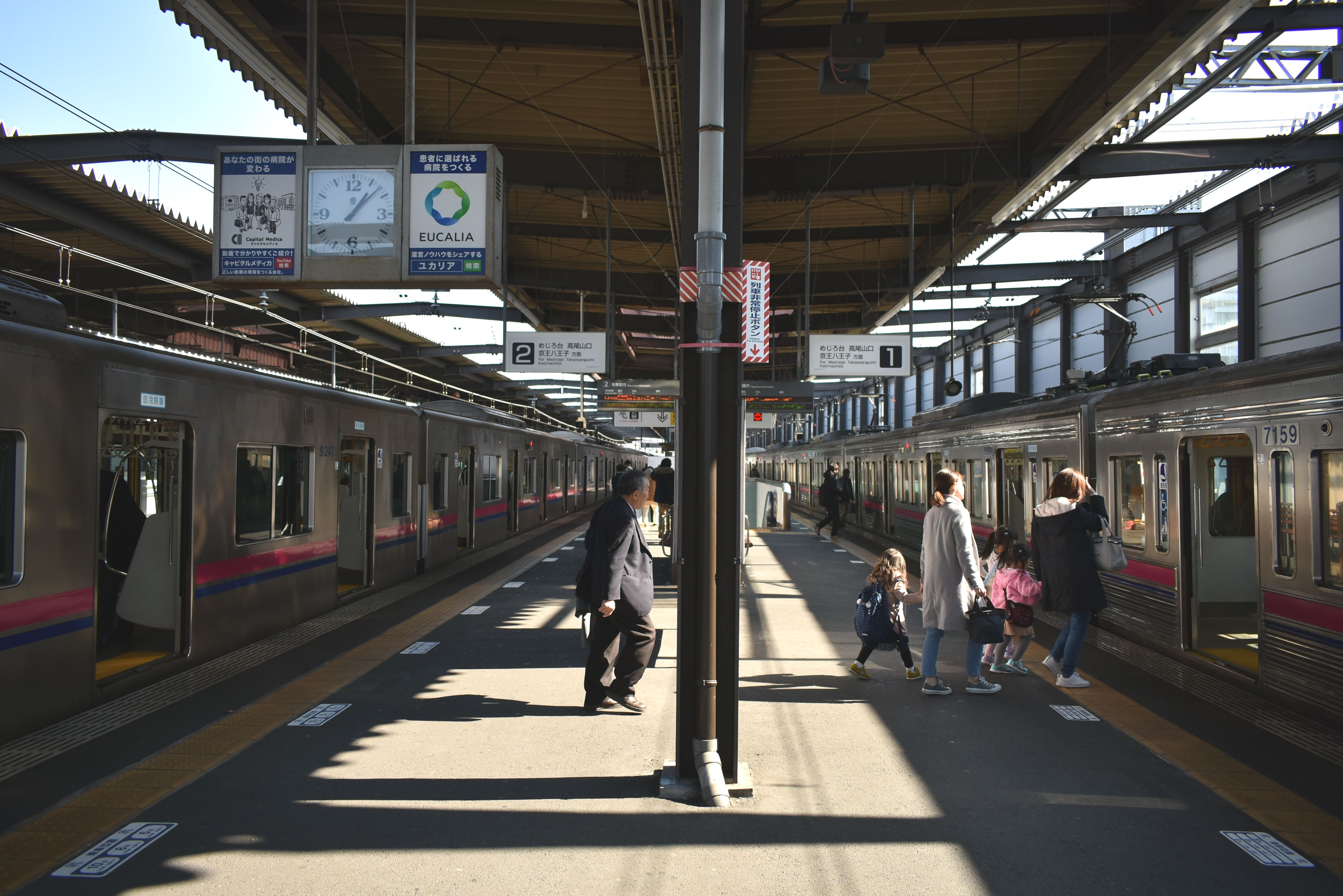
高尾線1號與2號月台(2019年2月)

## 年表
- 1925年3月24日，作為玉南電氣鐵道的車站啟用。
- 1926年12月1日，玉南電氣鐵道併入京王電氣軌道，北野站成為京王的車站。
- 1931年3月20日，御陵線北野 - 多摩御陵路段開始運行。
- 1944年5月31日，京王與東京急行電鐵合併後，北野站作為京王線的車站運行。
- 1945年1月21日，御陵線廢除。
- 1948年6月1日，東急與京王帝都電鐵分拆，北野站成為京王的車站。
- 1967年10月1日，高尾線北野 - 高尾山口路段開始運行。
- 1990年10月27日，改建為高架車站。僅餘下行線（1號線和2號線）通車。
- 1992年2月29日，上行線（3號線和4號線）月台完工，恢複兩面行車。
- 2001年3月27日，新設的準特急開始在北野站停站。
- 2013年2月22日，特急開始在北野站停站後，全部類型的列車均會停靠此站，同日以KO33作為車站編號。

### 站名由來
來自於近鄰的地名。地名則是源自「北野天滿社」。

## 車站構造
本站是島式月台2面4線的高架車站，全部列車均在此停靠，是京王線的主要車站之一。月台位於3樓，剪票口與站務室則位於2樓。京王線與高尾線在本站西側平面交叉。
高尾線下行列車全往高尾山口。高尾線內沒有待避站，列車不分車種依先後順序抵達終點。大多數列車設定為新宿至京王八王子、高尾山口直通運轉，高尾線內的區間列車僅早晨與深夜數班。由於本站沒有換向線，因此折返列車到4號月台後須沿上行線移動至長沼站側的轉轍器再轉至下行線往京王八王子或高尾山口（高尾線首班車直接進入1號月台）。月台與付費大廳層設有電扶梯與電梯，付費大廳層與地面層也有電梯。廁所在2樓付費區內。

### 月台配置
| 月台 | 路線   | 方向 | 目的地                                               |
| ---- | ------ | ---- | ---------------------------------------------------- |
| 1、2 | 高尾線 | 下行 | 目白台、高尾、高尾山口方向                           |
| 1、2 | 京王線 | 下行 | 往京王八王子                                         |
| 3、4 | 京王線 | 上行 | 高幡不動、府中、調布、明大前、笹塚、新宿、新宿線方向 |

- 除平日早晨尖峰等部分列車以外，特急、準特急、急行與快速、各停在本站進行緩急接續。
- 下行線除部分列車，往高尾山口與京王八王子在本站相互接續。1號月台主要為往高尾山口，2號月台為往京王八王子。但週六日由都營新宿線往高尾山口的急行列車在2號月台發車。
- 上行線3號月台停靠特急、準特急、急行。4號月台停靠以本站為終點的班次以及快速、各停。

## 使用情況
2016年度1日平均上下車人次為22,645人。
過去是往野猿峠的登山路線玄關口。周邊隨著住宅區開發，使用者年年上升。
上下車人次與上車人次變化如下。
| 年度               | 1日平均 上下車人次 | 1日平均 上車人次 | 來源   |
| ------------------ | ------------------ | ---------------- | ------ |
| 1955年（昭和30年） | 1,122              |                  |        |
| 1960年（昭和35年） | 1,892              |                  |        |
| 1965年（昭和40年） | 3,834              |                  |        |
| 1967年（昭和42年） | 4,344              |                  |        |
| 1970年（昭和45年） | 5,876              |                  |        |
| 1975年（昭和50年） | 8,116              |                  |        |
| 1980年（昭和55年） | 15,936             |                  |        |
| 1985年（昭和60年） | 17,720             |                  |        |
| 1990年（平成02年） | 19,381             | 9,351            | [ 5 ]  |
| 1991年（平成03年） |                    | 9,615            | [ 6 ]  |
| 1992年（平成04年） |                    | 9,671            | [ 7 ]  |
| 1993年（平成05年） |                    | 9,858            | [ 8 ]  |
| 1994年（平成06年） |                    | 9,868            | [ 9 ]  |
| 1995年（平成07年） | 20,545             | 10,008           | [ 10 ] |
| 1996年（平成08年） |                    | 10,068           | [ 11 ] |
| 1997年（平成09年） |                    | 9,907            | [ 12 ] |
| 1998年（平成10年） |                    | 10,178           | [ 13 ] |
| 1999年（平成11年） |                    | 10,025           | [ 14 ] |
| 2000年（平成12年） | 20,265             | 9,915            | [ 15 ] |
| 2001年（平成13年） |                    | 10,164           | [ 16 ] |
| 2002年（平成14年） |                    | 10,255           | [ 17 ] |
| 2003年（平成15年） | 21,128             | 10,383           | [ 18 ] |
| 2004年（平成16年） | 21,056             | 10,392           | [ 19 ] |
| 2005年（平成17年） | 21,469             | 10,493           | [ 20 ] |
| 2006年（平成18年） | 21,771             | 10,510           | [ 21 ] |
| 2007年（平成19年） | 22,564             | 11,079           | [ 22 ] |
| 2008年（平成20年） | 22,812             | 14,134           | [ 23 ] |
| 2009年（平成21年） | 22,510             | 11,115           | [ 24 ] |
| 2010年（平成22年） | 22,530             | 11,148           | [ 25 ] |
| 2011年（平成23年） | 22,145             | 10,978           | [ 26 ] |
| 2012年（平成24年） | 22,186             | 11,008           | [ 27 ] |
| 2013年（平成25年） | 22,440             |                  |        |
| 2014年（平成26年） | 22,081             |                  |        |
| 2015年（平成27年） | 22,357             |                  |        |
| 2016年（平成28年） | 22,645             |                  |        |

## 車站周邊
周邊是八王子市南部的市區，基本上為新興住宅區。站前商店、設施、道路如下。
- 北野Town大廈（きたのタウンビル）（北口）- SUPER ALPS（日语：スーパーアルプス）、colmopia（コルモピア）、大創等零售店入駐的商業設施「Copio北野」（コピオ北野）。
  - 西武信用金庫（日语：西武信用金庫）北野支店
  - 八王子市北野市民中心
- 車站高架下商店（京王retnode（日语：京王クラウン街））
  - 京王store（日语：京王ストア）北野店
  - 三井住友銀行北野支店
  - 啓文堂書店（日语：京王書籍販売）
- 八王子市役所北野事務所（北口）
- 八王子北野郵便局（北口）
- SUPER AUTOBACS（日语：オートバックスセブン）八王子店（南口）
- 科樂美運動俱樂部（日语：コナミスポーツクラブ）本店八王子（南口）
- 國道16號（八王子繞道（日语：八王子バイパス））
- 東京都道173號上館日野線（日语：東京都道173号上館日野線）（北野街道）
- 國土交通省關東地方整備局相武國道事務所八王子國道出張所
- 日本水產八王子總合工場
- 八王子綜合卸売批發協同組合
- 八王子市立由井第一小學校（日语：八王子市立由井第一小学校）
- 八王子市立打越中學校
- 北野天滿社

### 巴士路線
本站可轉乘京王巴士南的一般路線與八王子市社區巴士「八巴士」。

#### 北野站北口
- 1號乘車處
  - [ 北10 ] 經北野台五丁目 往片倉台
- 2號乘車處
  - [ 北05、八65 ] 經公園前 往片倉台
  - [ 北06、八69 ] 經公園前 往八王子南野站　（有深夜巴士）
  - [ 北08、八68 ] 經公園前 往西武北野台（週六日）（僅周六有深夜巴士）
- 3號乘車處
  - [ 平03 ] 經南陽台、東京藥科大學 往平山城址公園站
  - [ 北09 ] 往京王堀之內站（現改為南口發車北口停靠）
  - [ 北03、八60 ] 經殿谷戶 往南大澤站（有深夜巴士）
  - [ 八61 ] 中山 往南大澤站　
  - [ 八63 ] 中山 往由木折返場（僅平日白天）
- 八巴士（八王子市委託西東京巴士運行）
  - [ 東部路線 ] 往長沼站／往JR片倉站

#### 北野站南口
- 0號乘車處（始發至9點左右。之後在北口發車。）
  - [ 北06 ] 經公園前 往八王子南野站
  - [ 北10 ] 經北野台五丁目 往片倉台
  - [ 平03 ] 經南陽台、東京藥科大學 往平山城址公園站
  - [ 北09 ] 往京王堀之內站
  - [ 北04 ] 經中山 往南大澤站
- 1號乘車處
  - [ 八60、61、63、65、66、68、69 ] 往八王子站南口（有深夜巴士）
  - [ 北02、03、06、08、09、10 ] 往北野站北口（有深夜巴士）
- 八巴士（八王子市委託西東京巴士運行）
  - [ 東部路線 ] 往長沼站／往JR片倉站

## 圖片

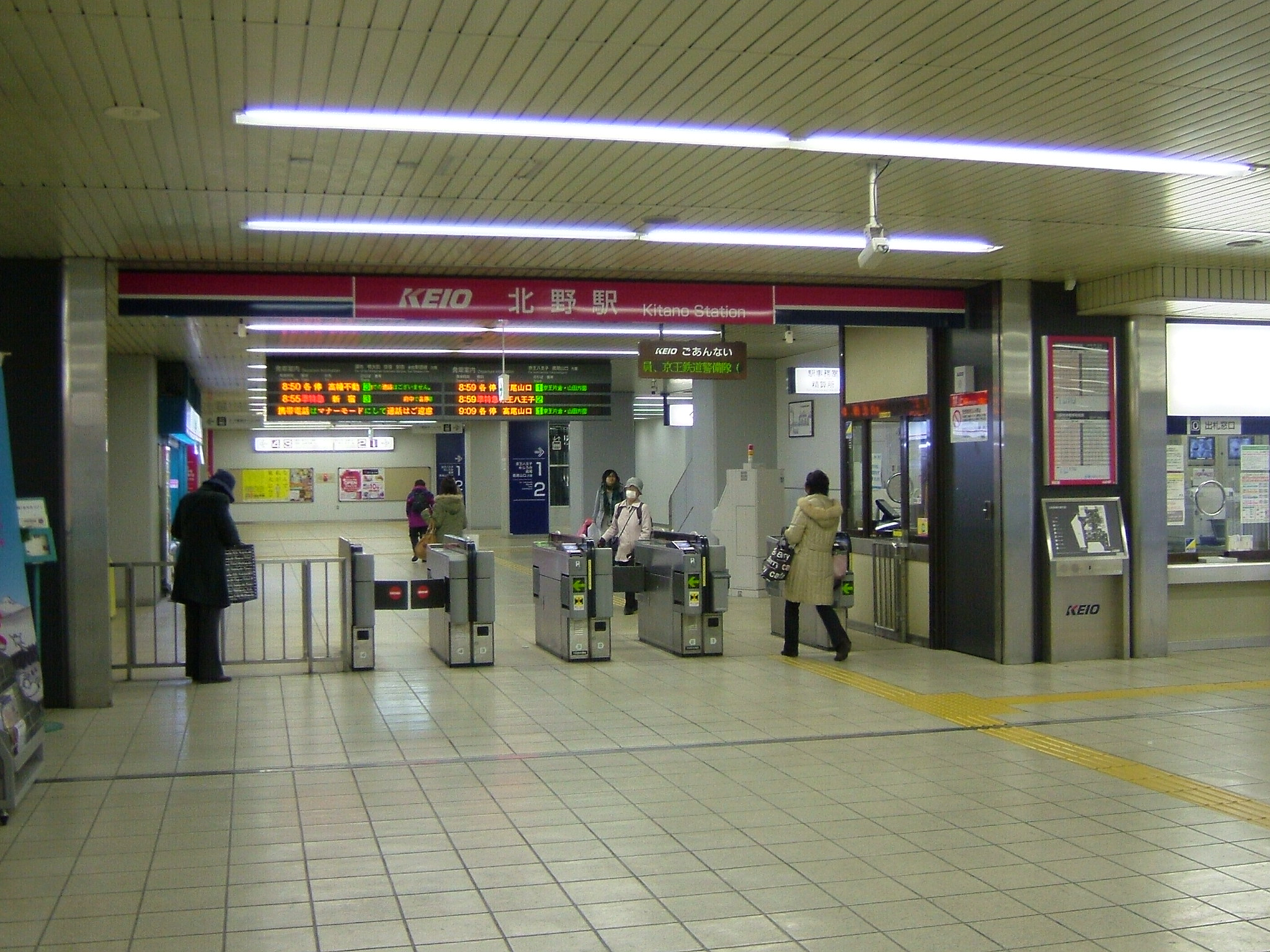
剪票口（2009年3月）
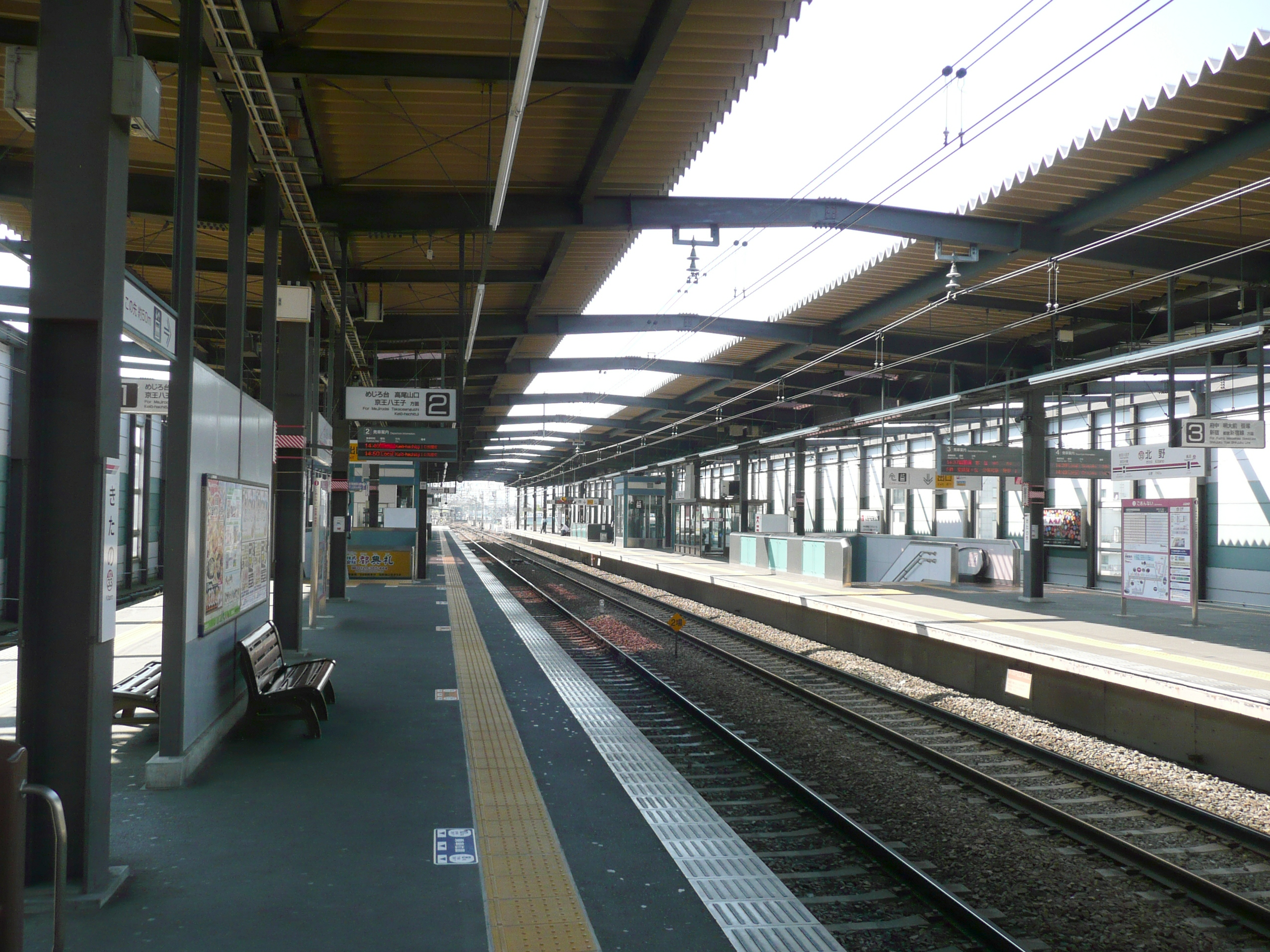
月台（2013年4月）
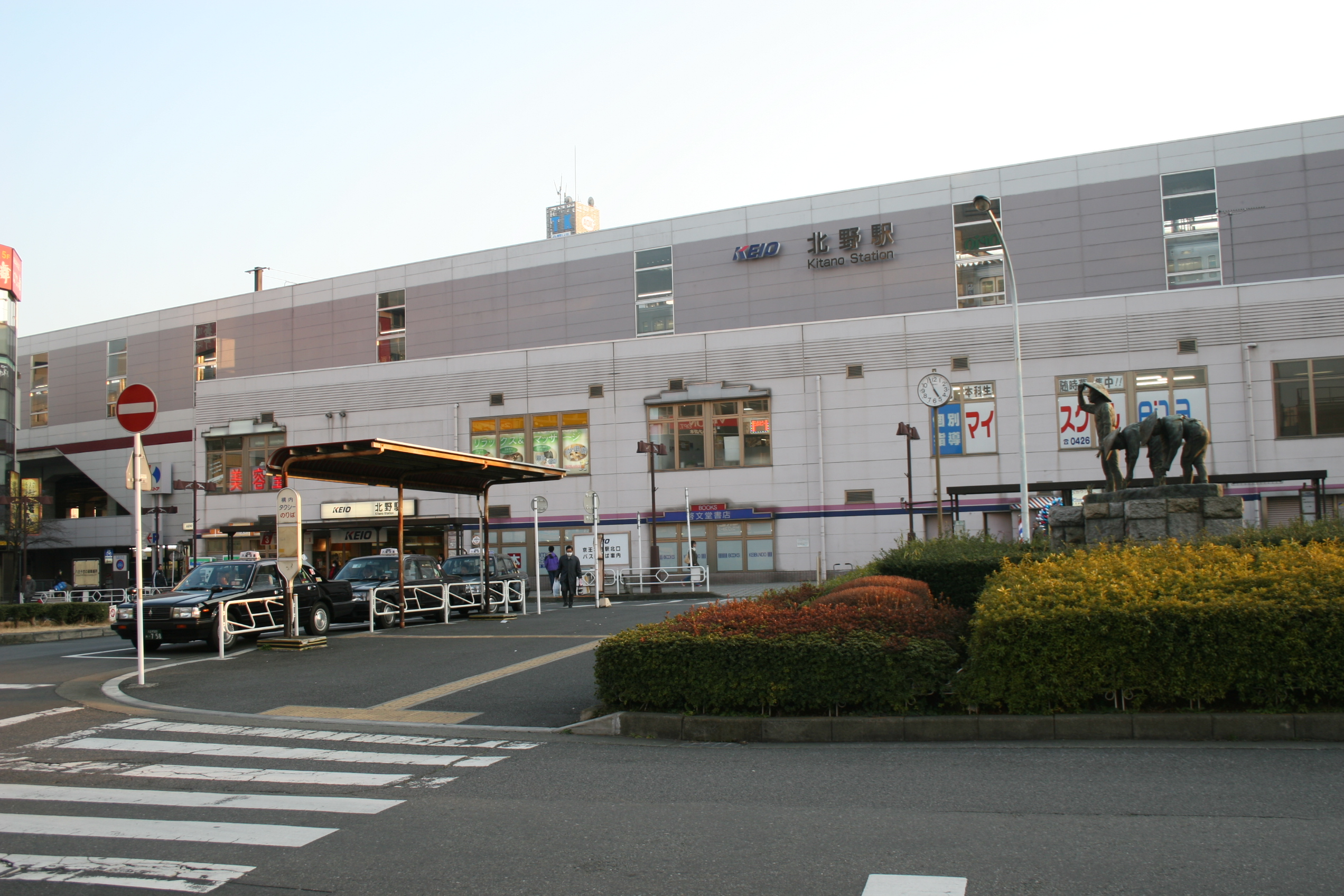
改建前的站房（2008年3月8日）
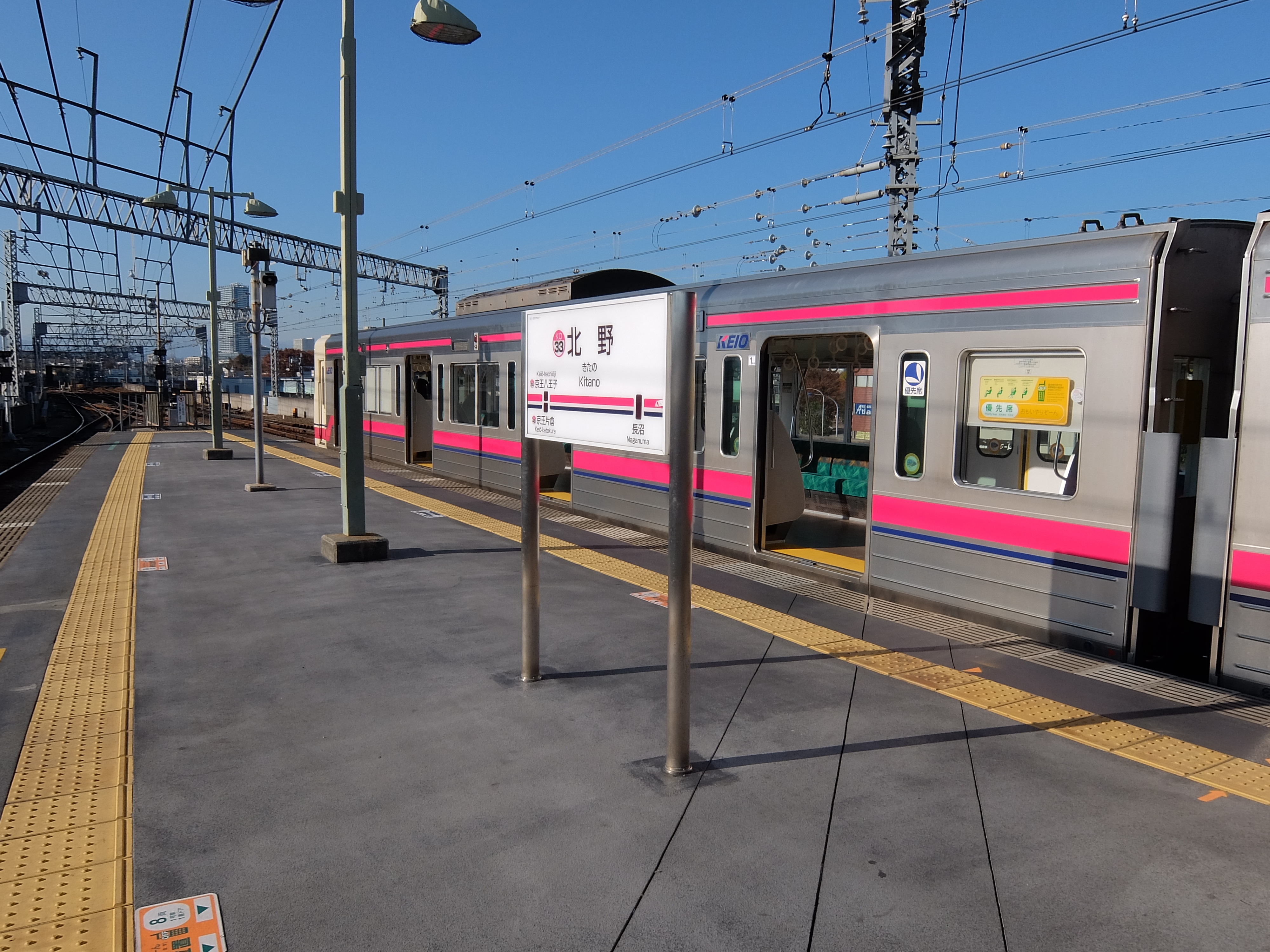
站名看板與月台 (2014年11月22日)

## 相鄰車站
京王電鐵
 京王線
■特急、■準特急、■急行
高幡不動（KO29）－北野（KO33）－京王八王子（KO34）
■區間急行、■快速、■各站停車
長沼（KO32）－北野（KO33）－京王八王子（KO34）
 高尾線
■特急、■急行
高幡不動（京王線）－北野（KO33）－目白台（KO50）
■準特急（往京王片倉方向自此站起各站停車）
高幡不動（京王線）－北野（KO33）－京王片倉（KO48）
■區間急行、■快速、■各站停車
長沼（京王線）－北野（KO33）－京王片倉（KO48）

## 外部連結
- 北野 - 京王電鐵

35°38′40″N 139°21′16.5″E / 35.64444°N 139.354583°E